# Dominikanische Beachhandball-Nationalmannschaft der Männer
Die dominikanische Beachhandball-Nationalmannschaft der Männer repräsentiert den Handball-Verband der Dominikanischen Republik als Auswahlmannschaft auf internationaler Ebene bei Länderspielen im Beachhandball gegen Mannschaften anderer nationaler Verbände.
Eine als Unterbau fungierende Nationalmannschaft der Junioren wurde noch nicht gegründet. Das weibliche Pendant ist die dominikanische Beachhandball-Nationalmannschaft der Frauen.

## Geschichte
Die Geschichte der Dominikanischen Republik im Beachhandball beginnt sogleich mit einem Höhepunkt, den Weltmeisterschaften 2006. An der Copacabana belegte die Mannschaft den zehnten Rang und war damit nach Brasilien erst die zweite Mannschaft Amerikas, bei einer weltweiten internationalen Meisterschaft antrat.
Anders als die Mannschaft der Frauen, die ebenfalls bei der WM debütierte und danach sporadisch bei internationalen Turnieren antrat, dauerte es 15 Jahre, bis wieder eine dominikanische Männer-Nationalmannschaft aufgestellt wurde. Das Team trat nie bei Panamerika-Meisterschaften an. Nachdem sich auf Druck der Internationalen Handballföderation (IHF) im April 2019 die Pan-American Team Handball Federation (PATHF) auflöste und in den beiden Nachfolgeorganisationen Handballkonföderation Nordamerikas und der Karibik (NACHC beziehungsweise NORCA) und Süd- und zentralamerikanische Handballkonföderation (SCAHC beziehungsweise COSCABAL) aufging, war dies der Anstoß für den Verband, wieder eine Männermannschaft aufzustellen. Schon für die erste Nordamerika- und Karibikmeisterschaften 2019 wurde das Team gemeldet, trat aber kurzfristig nicht an. Danach dauerte es aufgrund der Verschiebungen im Zuge der COVID-19-Pandemie, dass erst 2022, also 17 Jahre nach dem letzten internationalen Auftritt, wieder zu Spielen auf internationaler Bühne kam. Beim mit acht Mannschaften recht gut besuchten Turnier in Acapulco konnte sich die unerfahrene Mannschaft recht gut präsentieren, verpasste dennoch das Halbfinale und wurde am Ende Fünfter. Damit wurde auch die Qualifikation für die ersten Beachgames Zentralamerikas und der Karibik in Santa Marta, Kolumbien geschafft. Dort erreichte die Mannschaft erneut nicht das Halbfinale und spielte gegen Puerto Rico um den fünften und damit vorletzten Platz, den die Mannschaft am Ende auch erreichte.

## Teilnahmen
| World Games - 2001: keine Teilnahme - 2005: keine Teilnahme - 2009: nicht qualifiziert - 2013: nicht qualifiziert - 2017: nicht qualifiziert - 2022: nicht qualifiziert World Beach Games - 2019: nicht qualifiziert - 2023: | Weltmeisterschaften - 2001: abgesagt - 2004: nicht qualifiziert - 2006: 10. - 2008: nicht qualifiziert - 2010: nicht qualifiziert - 2012: nicht qualifiziert - 2014: nicht qualifiziert - 2016: nicht qualifiziert - 2018: nicht qualifiziert - 2020: nicht qualifiziert, abgesagt - 2022: nicht qualifiziert | Pan-Amerikanische Meisterschaften - 2004: keine Teilnahme - 2008: keine Teilnahme - 2012: keine Teilnahme - 2014: keine Teilnahme - 2016: keine Teilnahme - 2018: keine Teilnahme Nordamerika- und Karibikmeisterschaften - 2019: zurückgezogen - 2022: 5. | Beachgames Zentralamerikas und der Karibik - 2022: 5. |

- WM 2006: Junior Brito • Leony De León Castro • Pablo Jacobo • Luis Montero • Willyvaldo Paulino • Rafael Pujols • Luis Sanlatte • Juan Tapia[2]

- NKM 2022: Kader aktuell nicht bekannt

- CACSBG 2022: Julio Cesar Alcántara García • Luis Ángel Tejada • Moisés Castro Ramírez • Wilberto Contreras Marte • Willibert Axel De La Rosa Valenzuela • Irvin Alfredo Escoto Sánchez • Cesar Neftali Feliz Perez • Cristhopher Herrera García • Jorge Luis Manzanillo Perdomo • Anderson Ramírez[3]

## Trainer
| Cheftrainer - 2006: Renan Randolfo Cuevas - 2022: Edgar Salvador Martínez Tejeda | Co-Trainer - 2006: Félix Romero Coni - 2022: Aneudis Osiris López Batista |